# Каменяне (община Боговине)
 Тази статия е за селото в Северна Македония.  За селото в България вижте Каменяне.  
Каменяне или Каменяни (на македонска литературна норма: Камењане; на албански: Kamjani, Камяни) е село в Северна Македония, в община Боговине, разположено в областта Горни Полог.

## История
В края на XIX век Каменяне е албанско село в Тетовска каза на Османската империя. Според статистиката на Васил Кънчов („Македония. Етнография и статистика“) от 1900 година Каменяни е село, населявано от 630 арнаути мохамедани.
Според Афанасий Селишчев в 1929 година Каменяне е село в Долнопалчишка община в Долноположкия срез и има 145 къщи с 1252 жители албанци.
В 1976 година в селото е открита поща.
Според преброяването от 2002 година селото има 4834 жители.
| Националност | Всичко |
| македонци    | 0      |
| албанци      | 4825   |
| турци        | 0      |
| роми         | 0      |
| власи        | 0      |
| сърби        | 0      |
| бошняци      | 1      |
| други        | 8      |